# 沖縄科学技術大学院大学
沖縄科学技術大学院大学（おきなわかがくぎじゅつだいがくいんだいがく、英語: Okinawa Institute of Science and Technology）は、沖縄県国頭郡恩納村字谷茶に本部を置く私立大学である。沖縄科学技術大学院大学学園法に基づき内閣府沖縄振興局による所管のもと学校法人沖縄科学技術大学院大学学園により設置・運営されている公設民営大学であり、5年一貫制の博士課程を有する大学院大学である。大学の略称は「OIST」。
2011年（平成23年）10月24日に設置認可を受け、2011年（平成23年）11月1日に学校法人沖縄科学技術大学院大学学園が設立された。現在は、神経科学、数学・計算科学、化学、分子・細胞・発生生物学、環境・生態学、物理学、海洋科学に大別される7分野で学際的な研究を行っている。

## 沿革

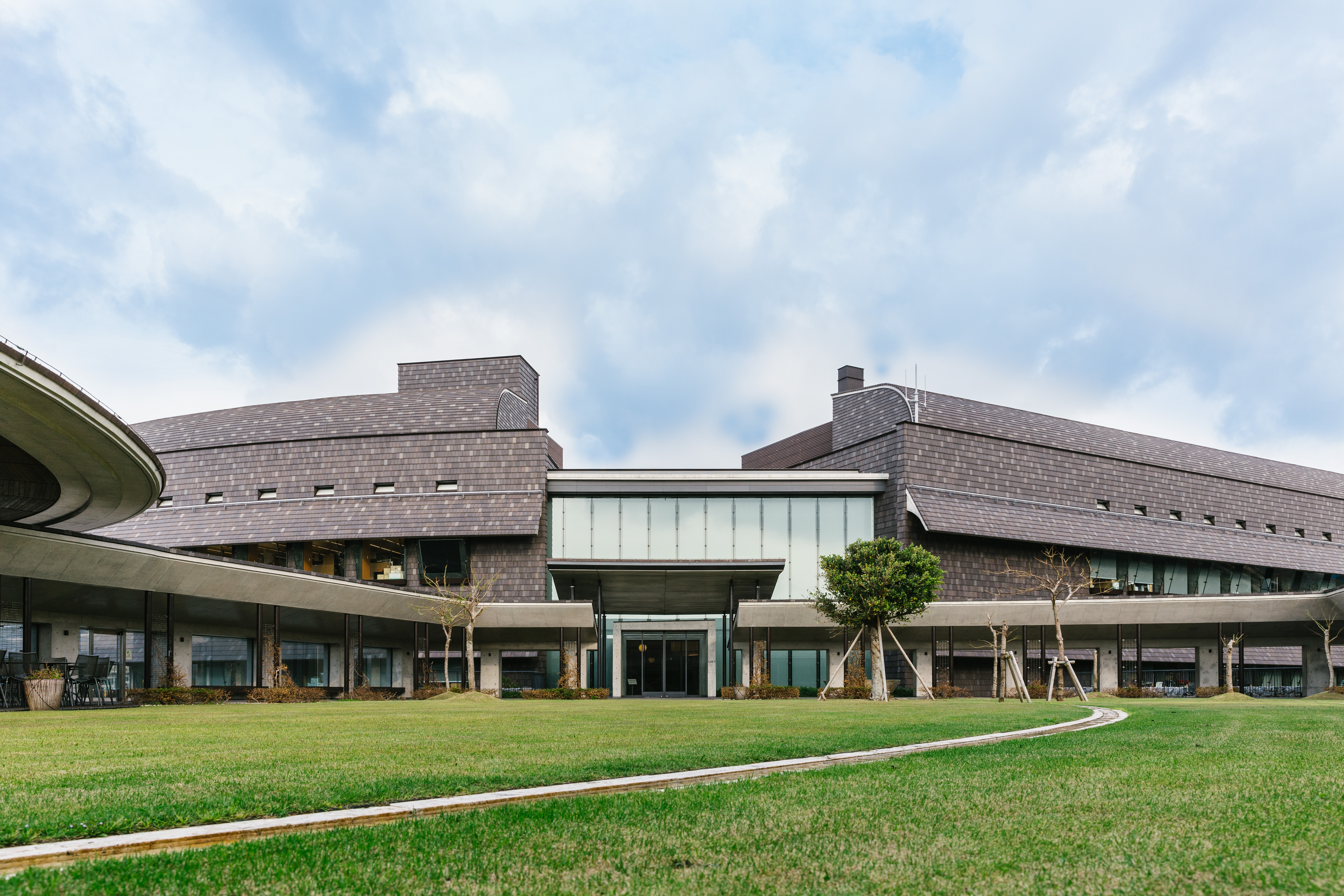
センターコート

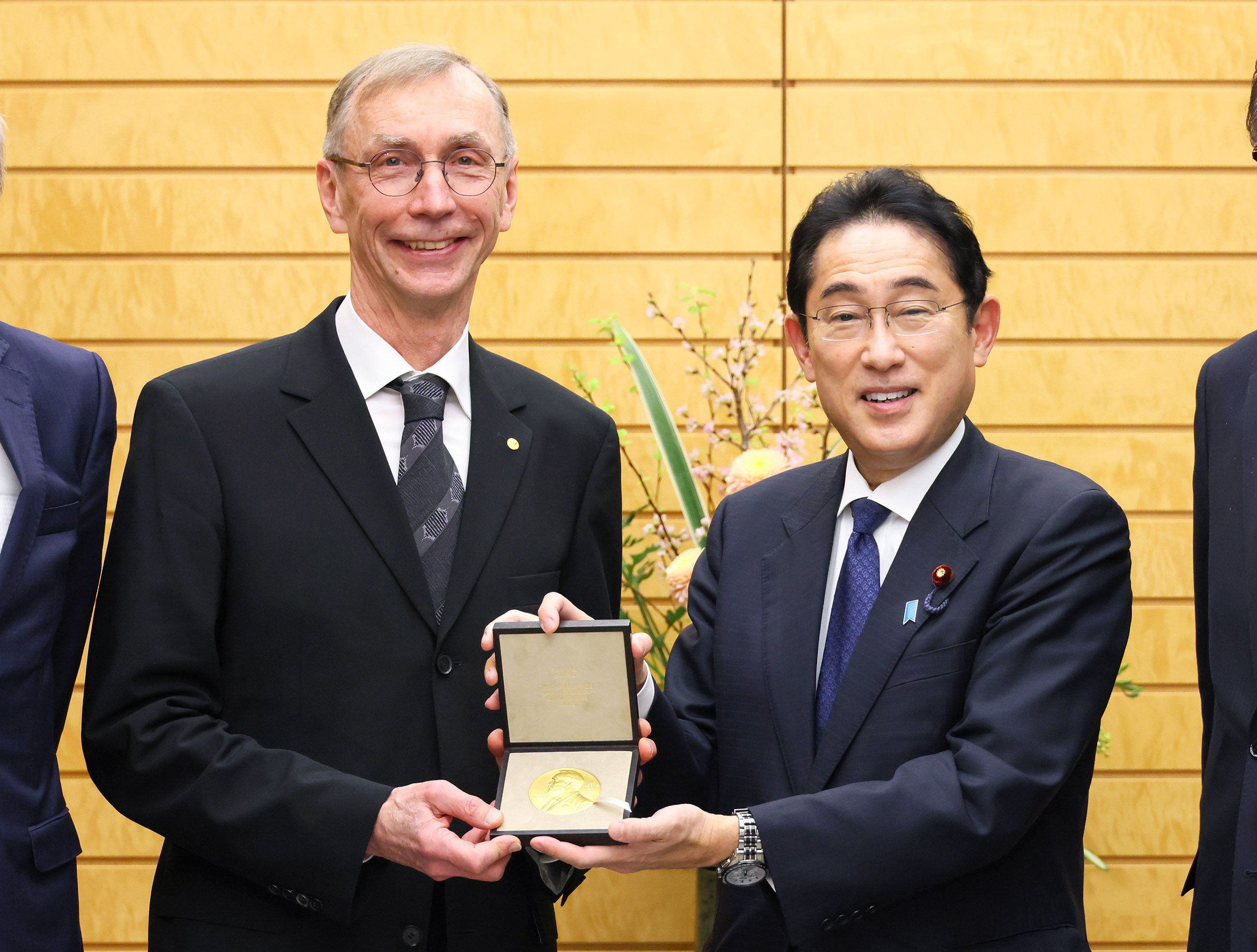
内閣総理大臣岸田文雄（右）にノーベル生理学・医学賞のメダルを披露するヒト進化ゲノミクスユニット教授（アジャンクト）スバンテ・ペーボ（左）（2023年2月1日、総理大臣官邸にて）

沖縄科学技術大学院大学の設置に向けた歩みは、2001年に尾身幸次内閣府特命担当大臣（沖縄・北方対策、科学技術政策担当）（当時、2013年から本学理事を務め、2018年名誉博士）が沖縄に国際的な大学院大学を設置する構想を提唱したことに端を発する。その後、構想検討会及び国際顧問会議における検討を経て、2002年5月、沖縄復帰30周年記念式典において、小泉純一郎内閣総理大臣（当時）が設置構想の推進を表明するに至り、続いて、同年7月に策定された沖縄振興計画において、本構想が沖縄振興施策の柱の一つに位置付けられた。2003年4月には大学院大学の建設予定地として恩納村が選定され、2004年2月に本構想の先行事業となる研究事業Initial Research Project (IRP) として、4件のプロジェクトが選定された。
2005年3月、大学院大学構想の推進主体を設立する独立行政法人沖縄科学技術研究基盤整備機構法が成立し、同年9月に同機構が発足した。機構の理事長にはノーベル賞受賞者のシドニー・ブレナーが就任した。
2009年7月には、沖縄科学技術大学院大学学園法が可決成立した。同法により、大学院大学の設置主体として学校法人が設立されることとなった。2011年10月の文部科学大臣認可を経て、11月1日付で学校法人沖縄科学技術大学院大学学園 (Okinawa Institute of Science and Technology School Corporation) が成立した。名称は、同じく学校法人である放送大学学園とは異なり「学校法人」が正式名称に入る。
恩納村におけるキャンパスの整備については2007年3月より造成工事が進められ、翌2008年、第1研究棟とセンター棟の建設が着工した。2010年3月に同施設の供用が開始され、それまでうるま市の研究施設で進められてきた研究活動は恩納村に移転した。
2022年、ヒト進化ゲノミクスユニットの教授（アジャンクト）を務めるスバンテ・ペーボが、「絶滅したヒト科のゲノムと人類の進化に関する発見」によりノーベル生理学・医学賞を受賞した。

## 大学院大学

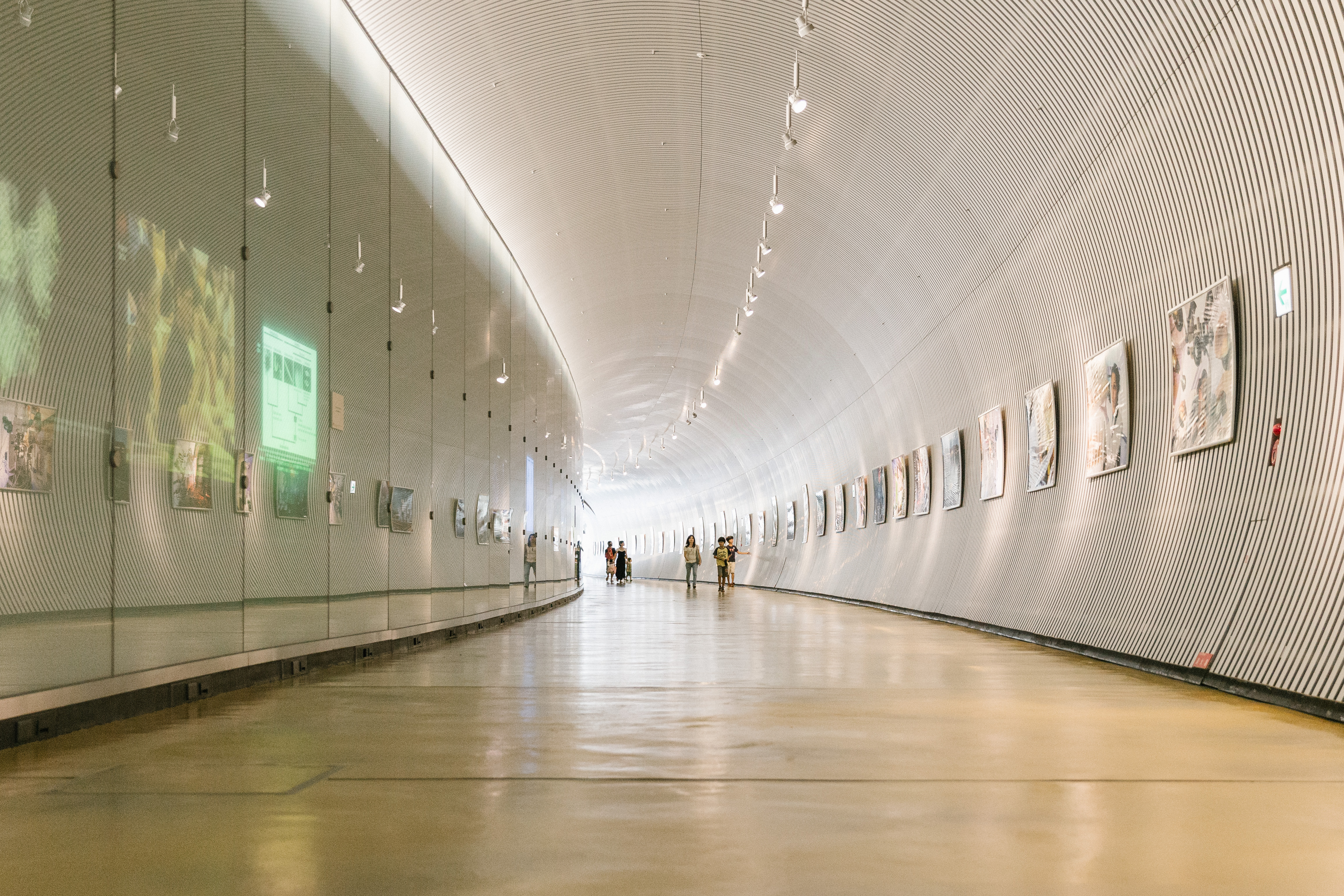
トンネルギャラリー

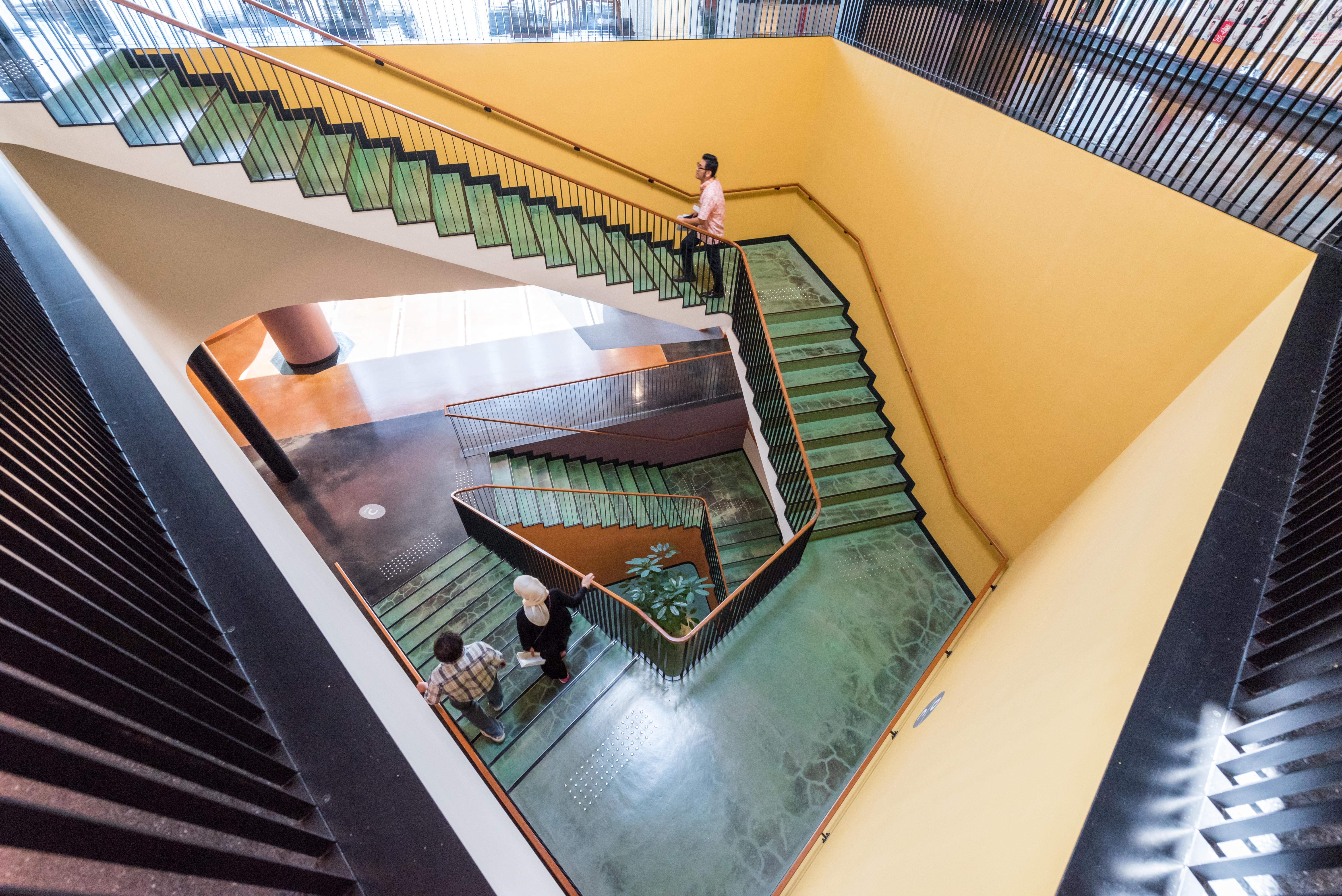
第一研究棟

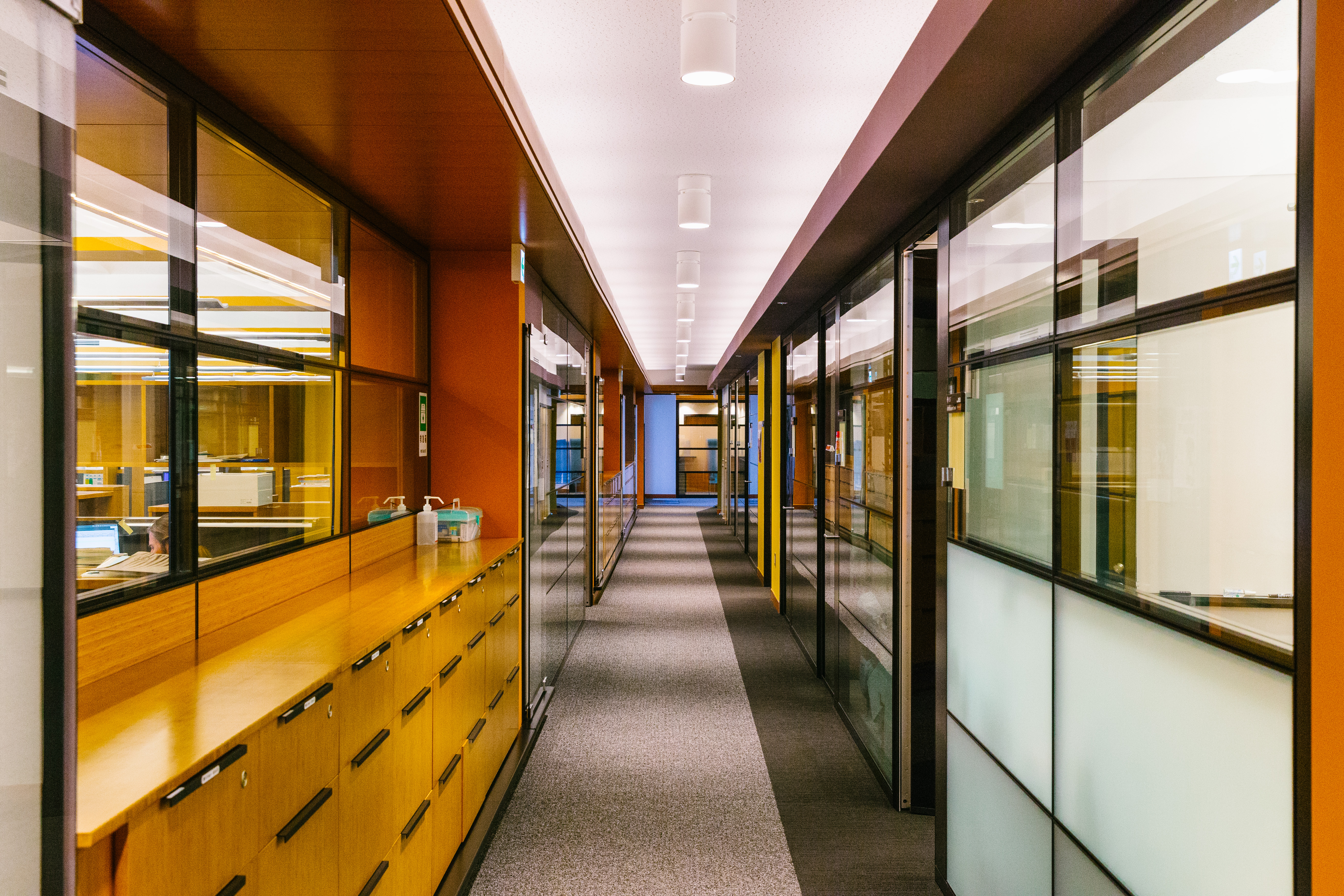
第二研究棟

大学院大学は2012年9月に最初の学生34人（うち日本人は5人）を受け入れた。一人の教員が少人数の学生を指導する体制となる。教員及び学生の半数以上は外国人となり、教育研究は英語で行われる。学生には研究生活に必要な支援が提供され、研究に集中できる環境が整えられる。また、博士課程においては、授業とラボ研究のバランスが重視される。

### キャンパス

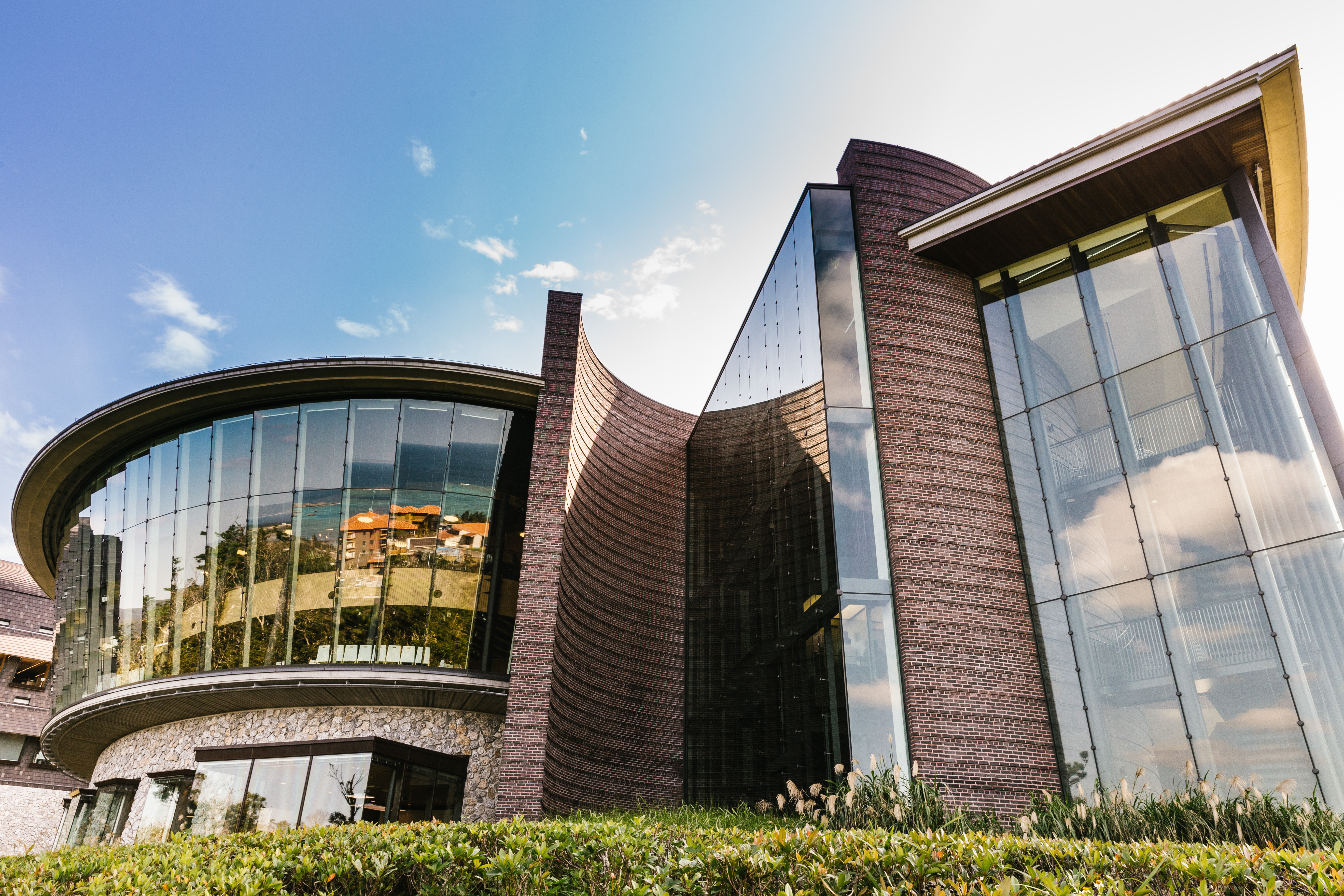
センター棟

- メインキャンパス沖縄県国頭郡恩納村字谷茶1919番地1[7]恩納村キャンパス全体の敷地面積は約222ヘクタール、内メインキャンパスは約80ヘクタールである

- シーサイドハウス沖縄県国頭郡恩納村字恩納7542番地[7]国際ワークショップやセミナーの用途に用いられる。旧・白雲荘

- 瀬良垣キャンパス  沖縄県 国頭郡 恩納村 字 瀬良垣原 656-7[7]  マリン・サイエンス・ステーション(OSIT)とも呼ばれる。OIST のビジョンは、「OMSS に科学研究船、潜水施設、最先端の飼育システム、水槽などを完備し、世界をリードする研究ステーションに発展させること」[8]である。

- 東京オフィス東京都港区六本木5－11－16 国際文化会館3階[9]  東京オフィスは、「OISTと国内外の政策、ビジネス、学術コミュニティとの関係をさらに強化し、日本及び世界における   OISTの存在と活動を広めるための拠点」である[10]。

### 研究者及び研究ユニット
大学院大学には、ノーベル賞（生理学・医学賞）受賞者のシドニー・ブレナーを始め、著名な科学者が複数在籍している。日本を代表する生物学研究の第一人者である佐藤矩行や、分子遺伝学・分子生理学の分野において優れた業績を挙げ、2011年度の文化勲章を受章した柳田充弘、著名な物理学者で、理化学研究所播磨研究所のX線自由電子レーザー施設「SACLA」におけるCバンド主加速器の建設を統括した新竹積等が名を連ねている。
大学院大学では、神経科学、数学・計算科学、化学、分子・細胞・発生生物学、環境・生態学、物理学、海洋科学に大別される研究分野において研究が行われており、2023年10月現在、92の研究ユニットが発足している。

## 大学院大学の運営

シドニー・ブレナーの顕彰像

### 役員・副学長

#### 役員
- カリン・マルキデス（英語: Karin Markides）：学長
- ロバート・バックマン：首席副学長、副理事長（元NIHアメリカ国立神経疾患・脳卒中研究所 アソシエイツ・ディレクター）
- 岡本信一：監事（元内閣府大臣官房参事官）
- 上原良幸：監事（元沖縄県副知事、沖縄協会副会長）

#### 副学長
- ロバート・バックマン：首席副学長 技術開発イノベーション担当
- メアリー・コリンズ：プロボスト（イギリス国立生物学的製剤研究所先端治療法部門最高責任者）
- 山本雅：研究担当ディーン（元東京大学医科学研究所教授）
- ウルフ・スコグランド：研究科長
- ミリンダ・プロヒッタ：教員担当学監（元サウスカロライナ大学物理学部・天文学部長)
- 吉尾啓介：最高執行責任者（国際教養大学常務理事・初代副学長)
- ティム・ダイス：情報技術担当副学長兼最高情報責任者（元メルボルン大学実験粒子物理学グループ研究コンピューティング マネージャー）
- 芝田政之：財務担当副学長（元東京工業大学理事・副学長・事務局長、元九州大学理事・事務局長）
- 永瀬智：人事担当副学長（元タイIBM人事部門責任者）
- アリ・ガンジロー：施設管理担当副学長（元日建設計リヤドオフィス ジェネラル・マネージャー）
- ゲイル・トリップ：大学コミュニティ支援担当副学長
- ジョナサン・レイ：広報担当副学長（元BBC記者、元オックスフォード大学コミュニケーション・広報部副ディレクター）
- 松下正：法務担当副学長兼統括弁護士（元GE、ファーストリテイリング、シーメンス、コクヨ 執行役・独立取締役）

### 理事会
学校法人の意思決定機関として理事会が設置されている。
理事会は大学院大学の学長を選任し、学長は学校法人の理事長を兼務する。大学の日常的な運営は理事会より学長に委任されている。さらに、理事会は、学園の副理事長を兼ねる大学院大学の上級副学長を任命する。初代学長兼理事長には国際的な物理学者であり、SLAC国立加速器研究所（旧スタンフォード線形加速器センター）名誉所長のジョナサン・ドーファンが就任している。

#### 理事
- チェリー・マレイ：議長（ハーバード大学技術公共政策学名誉教授、アリゾナ大学物理学教授、元エネルギー省科学局長、アメリカ国家技術賞受賞）
- 有馬朗人：副議長（元文部大臣、元参議院議員、元東京大学総長、元理化学研究所理事長、科学技術庁長官、国立大学協会会長）
- 安仁屋洋子：理事（琉球大学名誉教授）
- ロバート・バックマン：理事（沖縄科学技術大学院大学副理事長）
- カーティス・カラン：理事（プリンストン大学ジェームス・S・マクドネル物理学 ディスティングイッシュトプロフェッサー）
- リタ・コルウェル：理事（ジョンズ・ホプキンス大学公衆衛生大学院 特別教授、メリーランド大学特別教授、元アメリカ国立科学財団理事）
- ジェローム・フリードマン：理事（マサチューセッツ工科大学教授、ノーベル物理学賞受賞）
- セナパティ・ゴパラクリシュナン：理事（Axilor Ventures 会長、元世界経済フォーラム（ダボス会議）共同議長）
- ピーター・グルース：理事長（沖縄科学技術大学院大学学長、元マックス・プランク研究所会長）
- セルジュ・アロシュ：理事（コレージュ･ド･フランス名誉教授、ノーベル物理学賞受賞）
- 橋本和仁：E（国立研究開発法人物質・材料研究機構理事長、東京大学総長特別参与・教授）
- ジェームス比嘉：理事（米日カウンシル理事、元AppleCEO直属シニア・ディレクター）
- 小谷元子：理事（東北大学材料科学高等研究所 研究所長、猿橋賞受賞）
- ヴィジェイラガバン・クリシュナスワミ：理事（インド政府首席科学アドバイザー）
- 黒川清：理事（政策研究大学院大学客員教授、元日本学術会議会長、元内閣特別顧問、東海大学医学部学部長）
- エルヴィン・ネーアー：理事（マックス・プランク生物物理化学研究所名誉所長、ノーベル生理学・医学賞受賞）
- 野依良治：理事（科学技術振興機構研究開発戦略センター長、元理化学研究所理事長、ノーベル化学賞受賞）
- 尾身幸次：理事（STSフォーラム理事長、元財務大臣、元衆議院議員）
- アルブレヒト・ワグナー：理事（ドイツ電子シンクロトロン研究所名誉所長）

### 評議員会

#### 評議員
- 安仁屋洋子：理事兼任（琉球大学名誉教授）
- 有馬朗人：理事兼任（元文部大臣、元参議院議員、元東京大学総長、元理化学研究所理事長、科学技術庁長官、国立大学協会会長）
- モンテ・カセム（大学院大学至善館学長、元立命館アジア太平洋大学学長）
- メアリー・コリンズ：プロボスト（イギリス国立生物学的製剤研究所先端治療法部門最高責任者）
- エリック・デシュッター（沖縄科学技術大学院大学 教授会議長）
- 土肥義治（高輝度光科学研究センター理事長）
- ラルフ･アイヒラー（前チューリッヒ工科大学学長）
- アリ・ガンジロー：施設管理担当副学長（元日建設計リヤドオフィス ジェネラル・マネージャー）
- フレデリック・ギルマン（カーネギーメロン大学物理学部ブール理論物理学教授）
- 平澤泠（東京大学名誉教授、北陸先端科学技術大学院大学経営協議会委員、未来工学研究所理事長）
- キース･ホジソン（スタンフォード大学化学学部長）
- 梶山千里（福岡女子大学学長・理事長、前九州大学総長）
- 川上好久（沖縄振興開発金融公庫理事長、元沖縄県副知事）
- ナセル・カゼミニ（ナショナル・エスニック・コーリション・オブ・オーガニゼーションズ（NECO）会長）
- 益戸正樹（内閣府沖縄振興審議会委員）
- 松本良（東京大学名誉教授、明治大学研究知財戦略機構特任教授）
- 久能祐子（S&R財団 共同創業者兼最高経営責任者兼理事）
- 長浜善巳（恩納村村長）
- 永瀬智：人事担当副学長（元タイIBM人事部門責任者）
- 東良和（沖縄ツーリスト代表取締役会長）
- リー・ジェームス・オリオーダン（アイルランドハイエンドコンピューティングセンター（ICHEC）コンピュテーションリサーチサイエンティスト）
- ピーチ・ケン：戦略担当シニアアドバイザー（オックスフォード大学量子治療癌研究所名誉教授）
- ミリンダ・プロヒッタ：教員担当学監（元サウスカロライナ大学物理学部・天文学部長)
- ジョナサン・レイ：広報担当副学長（元BBC記者、元オックスフォード大学コミュニケーション・広報部副ディレクター）
- 芝田政之：財務担当副学長（元東京工業大学理事・副学長・事務局長、元九州大学理事・事務局長）
- 白井克彦（早稲田大学名誉顧問、前早稲田大学総長、前放送大学学園理事長、前沖縄振興審議会会長）
- ウルフ・スコグランド：研究科長
- デイヴィッド・スウィンバンクス	（オーストラリアシュプリンガー・ネイチャー会長、日経サイエンス代表取締役副社長）
- 高安藤（元在沖米国総領事館広報・文化担当補佐官）
- 田中信明（元国連事務次長、ガイアコンタクトCEO）
- 富川盛武（沖縄県副知事）
- ゲイル・トリップ：大学コミュニティ支援担当副学長
- アルブレヒト・ワグナー：理事兼任（ドイツ電子シンクロトロン研究所名誉所長）
- 和宇慶江理子（アミークスインターナショナル幼稚園園長）
- 山崎秀雄（琉球大学理学部長）
- フィリップ・ヨー（元シンガポール経済開発庁長官）
- 吉尾啓介：最高執行責任者（国際教養大学常務理事・初代副学長)
- ユルゲン・ツェルナー（シュティフトゥング・シャリテ エグゼクティブ・ボード）

### 予算
大学院大学学園は沖縄科学技術大学院大学学園法の規定による特別な学校法人として設置されている。通常の私立学校では、私立学校振興助成法に基づく国による補助（私学助成）が教育又は研究に係る経常的経費の二分の一以内の範囲で行われるが、当大学院大学では、同法に基づき、内閣府が予算の範囲内で運営費の二分の一を超えて補助できることとされている。当初は全額に近い補助が行われることが見込まれるが、同法施行から10年後に財政支援の在り方について見直しが行われることとなっている（同法附則第14条）。
2020年度の政府からの補助金の総額は203.5億円（学園運営費169.2億円、学園施設整備費34.3億円）であり、これに加え、研究助成金、受託研究、寄付金等による外部資金を獲得している。

## 大学関係者と組織

### 大学関係者一覧
- 沖縄科学技術大学院大学の人物一覧

## 研究業績

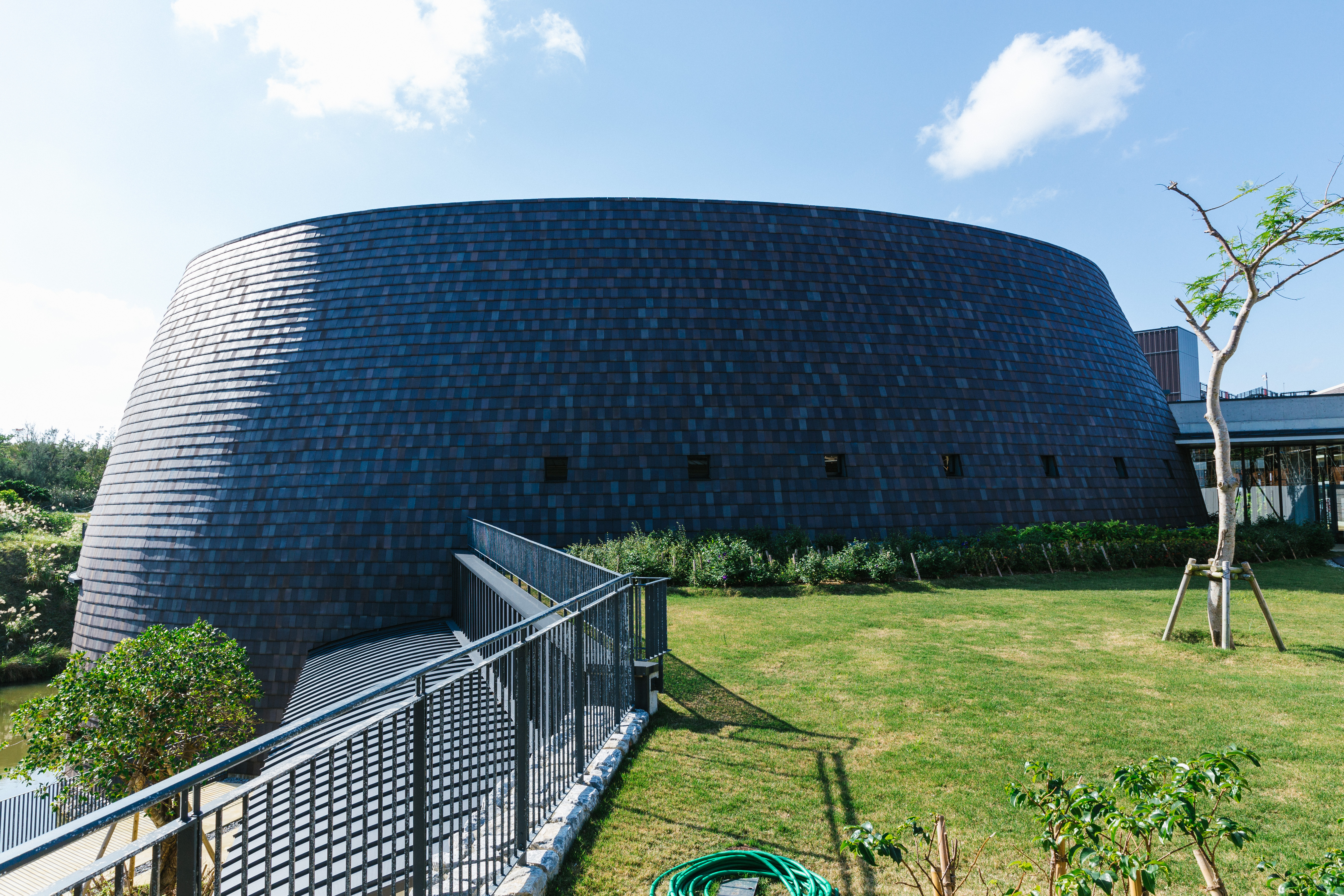
講堂

設立10年で、2015年から2021年のNature Indexにおいて、世界トップクラスの研究機関と同等のパフォーマンスを発揮している。比較対象は、カリフォルニア工科大学、ハーバード大学、ジョンズ・ホプキンズ大学、マサチューセッツ工科大学（MIT）、スタンフォード大学、スイス連邦工科大学チューリッヒ校、清華大学、ケンブリッジ大学、オックスフォード大学、東京大学である。
2019年のNature Indexでは、OISTの研究が質の高い科学雑誌に掲載される割合を規模で正規化した場合、日本で1位、世界で9位だった（正規化しないランクは360位）。 2022年のNature Indexでは、規模で正規化しない場合、OISTは日本で14位、世界で372位であった。